# 九龍中央郵政局

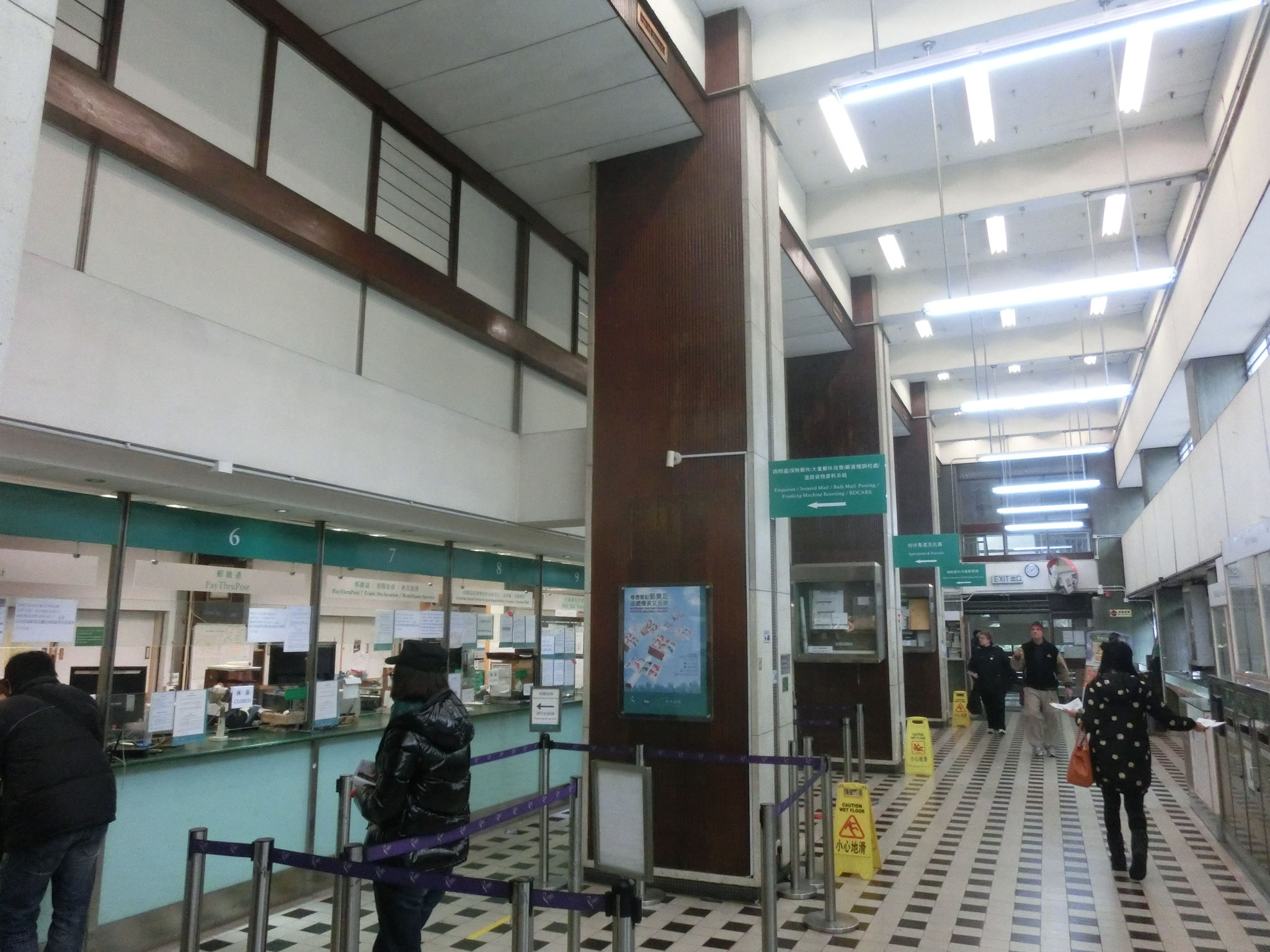
九龍中央郵政局大堂

22°18′34″N 114°10′15″E / 22.309456°N 114.17094°E
九龍中央郵政局（英語：Kowloon Central Post Office）是香港的一間郵政局，位於九龍油尖旺區油麻地彌敦道405號九龍政府合署。
九龍中央郵政局是全九龍最具規模的郵政局。